# واردنوت
واردنوت (به ارمنی: Վարդենուտ) یک روستا در ارمنستان است که در استان آراگاتسوتن واقع شده‌است. واردنوت در کیلومتری شمال آشتاراک، مرکز استان آراگاتسوتن واقع شده‌است.

## خصوصیات
واردنوت ۸۵۲ نفر جمعیت دارد و در ارتفاع متر بالاتر از سطح دریا قرار گرفته‌است.
| سال   | ۱۸۳۱ | ۱۸۹۷ | ۱۹۱۴ | ۱۹۲۶ | ۱۹۳۹ | ۱۹۵۹ | ۱۹۷۹ | ۲۰۰۱ | ۲۰۰۴ |
| جمعیت |      |      |      |      |      |      |      |      |      |